# Kachuga fusca

Kachuga fusca Gray, 1870 est une espèce composite, synonyme de deux espèces de tortues :
- Batagur kachuga (Gray, 1831) ;
- Batagur trivittata (Duméril & Bibron, 1835).